# Associazione Calcio Tuttocuoio 1957 San Miniato 2014-2015
Questa voce raccoglie le informazioni riguardanti l'Associazione Calcio Tuttocuoio 1957 San Miniato nelle competizioni ufficiali della stagione 2014-2015.

## Divise e sponsor
Lo sponsor tecnico per la stagione 2014-2015 è Sportika, mentre lo sponsor ufficiale è CARISMI.
| Casa | Trasferta |

## Rosa
| N. |                           | Ruolo | Calciatore          |
| -- | ------------------------- | ----- | ------------------- |
|    | Italia (bandiera)         | P     | Alessandro Bacci    |
|    | Italia (bandiera)         | P     | Cesare Micheli      |
|    | Italia (bandiera)         | P     | Yuri Morandi        |
|    | Italia (bandiera)         | D     | Matteo Bachini      |
|    | Italia (bandiera)         | D     | Francesco Colombini |
|    | Italia (bandiera)         | D     | Gianmarco Ingrosso  |
|    | Costa d'Avorio (bandiera) | D     | Dramane Konaté      |
|    | Italia (bandiera)         | D     | Giulio Mulas        |
|    | Italia (bandiera)         | D     | Giuseppe Pacini     |
|    | Italia (bandiera)         | D     | Francesco Pratali   |
|    | Italia (bandiera)         | D     | Andrea Zanchi       |
|    | Italia (bandiera)         | C     | Alessio Agrifogli   |
|    | Senegal (bandiera)        | C     | Abdoulaye Balde     |
|    | Italia (bandiera)         | C     | Marco Civilleri     |
|    | Italia (bandiera)         | C     | Alessandro Deiola   |

| N. |                   | Ruolo | Calciatore                 |
| -- | ----------------- | ----- | -------------------------- |
|    | Italia (bandiera) | C     | Sandro Di Giuseppe         |
|    | Italia (bandiera) | C     | Roberto Falivena           |
|    | Italia (bandiera) | C     | Ludovico Gargiulo          |
|    | Italia (bandiera) | C     | Leonardo Mancini           |
|    | Italia (bandiera) | C     | Gianluca Pane              |
|    | Italia (bandiera) | C     | Vittorio Salustri          |
|    | Italia (bandiera) | C     | Andrea Scicchitano         |
|    | Italia (bandiera) | C     | Matteo Serrotti            |
|    | Italia (bandiera) | C     | Giuseppe Vitale            |
|    | Italia (bandiera) | A     | Antonio Cherillo           |
|    | Italia (bandiera) | A     | Corrado Colombo (capitano) |
|    | Italia (bandiera) | A     | Francesco Gelli            |
|    | Italia (bandiera) | A     | Bryan Gioè                 |
|    | Italia (bandiera) | A     | Lorenzo Tempesti           |

## Calciomercato

### Sessione estiva(dal 1/7 al 1/9)
| Acquisti | Acquisti           | Acquisti   | Acquisti   |
| R.       | Nome               | da         | Modalità   |
| -------- | ------------------ | ---------- | ---------- |
| P        | Yuri Morandi       | Prato      | definitivo |
| D        | Gianmarco Ingrosso | L'Aquila   | svincolato |
| D        | Leonardo Mancini   | Prato      | definitivo |
| D        | Giulio Mulas       | Parma      | prestito   |
| D        | Giuseppe Pacini    | Parma      | prestito   |
| D        | Vittorio Salustri  | Martina    | definitivo |
| D        | Andrea Zanchi      | Perugia    | prestito   |
| C        | Marco Civilleri    | Poggibonsi | definitivo |
| C        | Alessandro Deiola  | Cagliari   | prestito   |
| C        | Ludovico Gargiulo  | Empoli     | prestito   |
| C        | Dramane Konaté     | Empoli     | prestito   |
| C        | Matteo Serrotti    | Prato      | definitivo |
| C        | Giuseppe Vitale    | Trapani    | prestito   |
| A        | Lorenzo Sciapi     | Colligiana | definitivo |
| A        | Lorenzo Tempesti   | Empoli     | prestito   |

| Cessioni | Cessioni             | Cessioni   | Cessioni      |
| R.       | Nome                 | a          | Modalità      |
| -------- | -------------------- | ---------- | ------------- |
| D        | Lorenzo Cardarelli   | Colligiana | definitivo    |
| D        | Matteo Spinelli      | Fiorentina | fine prestito |
| C        | Filadelfio Carroccio | Reggina    | fine prestito |
| C        | Aniello Salzano      | Crotone    | svincolato    |
| C        | Nicolas Zane         | Siena      | svincolato    |
| A        | Daniele Mariani      | Reggina    | fine prestito |

### Sessione invernale(dal 5/1 al 2/2)
| Acquisti | Acquisti           | Acquisti | Acquisti   |
| R.       | Nome               | da       | Modalità   |
| -------- | ------------------ | -------- | ---------- |
| P        | Cesare Micheli     | Empoli   | prestito   |
| D        | Matteo Bachini     | Empoli   | definitivo |
| D        | Francesco Pratali  |          | svincolato |
| C        | Alessio Agrifogli  | Empoli   | prestito   |
| C        | Andrea Scicchitano | Parma    | prestito   |

| Cessioni | Cessioni            | Cessioni | Cessioni   |
| R.       | Nome                | a        | Modalità   |
| -------- | ------------------- | -------- | ---------- |
| D        | Francesco Colombini | Empoli   | definitivo |

### Operazioni tra le due sessioni
| Cessioni | Cessioni           | Cessioni | Cessioni   |
| R.       | Nome               | a        | Modalità   |
| -------- | ------------------ | -------- | ---------- |
| C        | Sandro Di Giuseppe |          | svincolato |

## Risultati

### Lega Pro

#### Girone d'andata
| Pontedera 30 agosto 2014, ore 17:00 CEST 1ª giornata | Tuttocuoio                 | 0 – 0 | Carrarese | Stadio Ettore Mannucci (589 spett.)\| Arbitro: \| Rasia (Bassano del Grappa) \| |
| Arbitro:                                             | Rasia (Bassano del Grappa) |       |           |                                                                                 |

| Arbitro: | Vesprini (Macerata) |

|             |           |                                             |
| Bandini 62’ | Marcatori | 46’, 80’ Konaté 59’ Colombo 76’ (aut.) Pasa |

| Pontedera 14 settembre 2014, ore 14:30 CEST 3ª giornata | Tuttocuoio              | 0 – 0 | Ascoli | Stadio Ettore Mannucci (688 spett.)\| Arbitro: \| Guarino (Caltanissetta) \| |
| Arbitro:                                                | Guarino (Caltanissetta) |       |        |                                                                              |

| Arbitro: | Schirru (Nichelino) |

|  |           |          |
|  | Marcatori | 69’ Gioè |

| Arbitro: | Strippoli (Barletta) |

|           |           |             |
| Konaté 3’ | Marcatori | 28’ Scrugli |

| Arbitro: | Mei (Pesaro) |

|                                    |           |                    |
| Falzerano 8’ Romeo 33’ Calvano 70’ | Marcatori | 6’ Deiola 84’ Gioè |

| Arbitro: | Luciano (Lamezia Terme) |

|                      |           |              |
| Zanchi 9’ Deiola 19’ | Marcatori | 89’ Graziani |

| Arbitro: | Piscopo (Imperia) |

|                             |           |                          |
| Torromino 32’ Pichlmann 72’ | Marcatori | 10’ Ingrosso 80’ Colombo |

| Arbitro: | Massimi (Termoli) |

|                                       |           |                         |
| Ingrosso 18’ Colombo 34’ Gargiulo 65’ | Marcatori | 48’ Melandri 73’ Jidayi |

| Arbitro: | Lanza (Nichelino) |

|                            |           |  |
| Ruopolo 52’ Sinigaglia 59’ | Marcatori |  |

| Arbitro: | Baldicchi (Città di Castello) |

|  |           |                       |
|  | Marcatori | 25’ Tavares 55’ Bondi |

| Arbitro: | Pagliardini (Arezzo) |

|                  |           |            |
| Colombo 25’, 88’ | Marcatori | 36’ Grassi |

| Arbitro: | Fourneau (Roma 1) |

|                                             |           |  |
| Loviso 11’, 90+1’ Mancosu 56’ Regolanti 66’ | Marcatori |  |

| Pontedera 22 novembre 2014, ore 14:30 CET 14ª giornata | Tuttocuoio           | 0 – 0 | Teramo | Stadio Ettore Mannucci (383 spett.)\| Arbitro: \| Pillitteri (Palermo) \| |
| Arbitro:                                               | Pillitteri (Palermo) |       |        |                                                                           |

| Arbitro: | De Angeli (Abbiategrasso) |

|                |           |                       |
| De Feo 2’, 30’ | Marcatori | 35’ Tempesti 68’ Gioè |

| Arbitro: | Lacagnina (Caltanissetta) |

|                     |           |  |
| Silvestri 1’ (aut.) | Marcatori |  |

| Lucca 14 dicembre 2014, ore 14:30 CET 17ª giornata | Lucchese           | 0 – 0 | Tuttocuoio | Stadio Porta Elisa (1 386 spett.)\| Arbitro: \| Pelagatti (Arezzo) \| |
| Arbitro:                                           | Pelagatti (Arezzo) |       |            |                                                                       |

| Arbitro: | Formato (Benevento) |

|                    |           |                                          |
| Colombo 81’ (rig.) | Marcatori | 29’ Finocchio 48’, 87’ Arma 58’ Misuraca |

| Arbitro: | Perotti (Legnano) |

|            |           |          |
| Varone 83’ | Marcatori | 31’ Gioè |

#### Girone di ritorno
| Arbitro: | Viotti (Tivoli) |

|                                       |           |              |
| Galli 4’, 18’ Cellini 44’, 88’, 90+3’ | Marcatori | 66’ Tempesti |

| Arbitro: | Amabile (Vicenza) |

|            |           |             |
| Colombo 3’ | Marcatori | 79’ Bocalon |

| Arbitro: | Colosimo (Torino) |

|                                             |           |           |
| Mustacchio 3’ Altinier 45+3’, 58’ Addae 73’ | Marcatori | 34’ Balde |

| Arbitro: | Pietropaolo (Modena) |

|                                    |           |                                                 |
| Konaté 2’ Deiola 17’ Colombini 81’ | Marcatori | 50’ Barba 76’ Matteassi 90+7’ (rig.) Alessandro |

| Arbitro: | Balice (Termoli) |

|             |           |  |
| Scrugli 39’ | Marcatori |  |

| Arbitro: | Di Martino (Teramo) |

|  |           |                                   |
|  | Marcatori | 50’ (aut.) Colombini 66’ Vassallo |

| Arbitro: | Capone (Palermo) |

|                             |           |                                                    |
| Falconieri 23’ Graziani 79’ | Marcatori | 22’ (rig.) Civilleri 75’ Gelli 85’ (aut.) Lombardi |

| Arbitro: | Mantelli (Brescia) |

|               |           |  |
| Colombini 15’ | Marcatori |  |

| Arbitro: | Fiorini (Frosinone) |

|  |           |             |
|  | Marcatori | 33’ Colombo |

| Arbitro: | Amoroso (Paola) |

|              |           |            |
| Tempesti 51’ | Marcatori | 7’ Ruopolo |

| Arbitro: | Capraro (Cassino) |

|                         |           |                    |
| Parodi 46’ D'Orazio 76’ | Marcatori | 60’ (rig.) Colombo |

| Arbitro: | Schirru (Nichelino) |

|  |           |              |
|  | Marcatori | 79’ Serrotti |

| Arbitro: | Sprezzola (Mestre) |

|              |           |  |
| Ingrosso 37’ | Marcatori |  |

| Arbitro: | Mainardi (Bergamo) |

|                                                 |           |  |
| Donnarumma 40’ Perrotta 78’ Lapadula 79’ (rig.) | Marcatori |  |

| Arbitro: | Catona (Reggio Calabria) |

|                                              |           |  |
| Cabeccia 2’ (aut.) Tempesti 24’ Cherillo 80’ | Marcatori |  |

| Arbitro: | Maggioni (Lecco) |

|                                      |           |                    |
| Togni 23’ Finotto 54’ Gasparetto 66’ | Marcatori | 79’ (rig.) Colombo |

| Arbitro: | Spinelli (Terni) |

|                         |           |             |
| Cherillo 67’ Deiola 77’ | Marcatori | 36’ Espeche |

| Arbitro: | Amabile (Vicenza) |

|                        |           |             |
| Arma 18’ Finocchio 63’ | Marcatori | 24’ Colombo |

| Arbitro: | Marini (Roma 1) |

|               |           |                      |
| Colombo 90+5’ | Marcatori | 40’ Sensi 53’ Soligo |

### Coppa Italia Lega Pro

#### Fase eliminatoria a gironi
| Arbitro: | Andreini (Forlì) |

|  |           |                                 |
|  | Marcatori | 82’ Perrulli 90+4’ Mastropietro |

| Arbitro: | Fourneau (Roma 1) |

|  |           |                                 |
|  | Marcatori | 63’, 82’ Colombo 90+1’ Salustri |

## Statistiche

### Statistiche di squadra
| Competizione          | Punti | In casa | In casa | In casa | In casa | In casa | In casa | In trasferta | In trasferta | In trasferta | In trasferta | In trasferta | In trasferta | Totale | Totale | Totale | Totale | Totale | Totale | DR  |
| Competizione          | Punti | G       | V       | N       | P       | Gf      | Gs      | G            | V            | N            | P            | Gf           | Gs           | G      | V      | N      | P      | Gf     | Gs     | DR  |
| --------------------- | ----- | ------- | ------- | ------- | ------- | ------- | ------- | ------------ | ------------ | ------------ | ------------ | ------------ | ------------ | ------ | ------ | ------ | ------ | ------ | ------ | --- |
| Lega Pro              | 50    | 19      | 8       | 7       | 4       | 23      | 21      | 19           | 5            | 4            | 10           | 22           | 37           | 38     | 13     | 11     | 14     | 45     | 58     | -13 |
| Coppa Italia Lega Pro | -     | 1       | 0       | 0       | 1       | 0       | 2       | 1            | 1            | 0            | 0            | 3            | 0            | 2      | 1      | 0      | 1      | 3      | 2      | +1  |
| Totale                | -     | 20      | 8       | 7       | 5       | 23      | 23      | 20           | 6            | 4            | 10           | 25           | 37           | 40     | 14     | 11     | 15     | 48     | 60     | -12 |

### Andamento in campionato
| Giornata  | 1  | 2 | 3 | 4 | 5 | 6 | 7 | 8 | 9 | 10 | 11 | 12 | 13 | 14 | 15 | 16 | 17 | 18 | 19 | 20 | 21 | 22 | 23 | 24 | 25 | 26 | 27 | 28 | 29 | 30 | 31 | 32 | 33 | 34 | 35 | 36 | 37 | 38 |
| --------- | -- | - | - | - | - | - | - | - | - | -- | -- | -- | -- | -- | -- | -- | -- | -- | -- | -- | -- | -- | -- | -- | -- | -- | -- | -- | -- | -- | -- | -- | -- | -- | -- | -- | -- | -- |
| Luogo     | C  | T | C | T | C | T | C | T | C | T  | C  | C  | T  | C  | T  | C  | T  | C  | T  | T  | C  | T  | C  | T  | C  | T  | C  | T  | C  | T  | T  | C  | T  | C  | T  | C  | T  | C  |
| Risultato | N  | V | N | V | N | P | V | N | V | P  | P  | V  | P  | N  | N  | V  | N  | P  | N  | P  | N  | P  | N  | P  | P  | V  | V  | V  | N  | P  | V  | V  | P  | V  | P  | V  | P  | P  |
| Posizione | 14 | 3 | 4 | 3 | 2 | 4 | 3 | 4 | 1 | 6  | 7  | 5  | 9  | 10 | 12 | 10 | 8  | 11 | 11 | 12 | 11 | 13 | 12 | 10 | 14 | 14 | 10 | 8  | 8  | 11 | 10 | 8  | 10 | 9  | 10 | 8  | 8  | 8  |

Legenda:

Luogo: C = Casa; T = Trasferta. Risultato: V = Vittoria; N = Pareggio; P = Sconfitta.